# Eduardo Sepúlveda
Eduardo Sepúlveda (* 13. Juni 1991 in Rawson) ist ein argentinischer Radsportler.

## Sportliche Laufbahn
2008 wurde Eduardo Sepúlveda argentinischer Juniorenmeister im Einzelzeitfahren und 2011 nationaler Zeitfahrmeister in der Klasse U23. Ebenfalls 2011 errang er bei den Panamerikanischen Radsportmeisterschaften Bronze in der Mannschaftsverfolgung (mit Maximiliano Almada, Walter Perez und Marcos Crespo). 2012 verbrachte er im Centre Mondial du Cyclisme des Weltradsportverbandes UCI im schweizerischen Aigle.
Im Jahr darauf erhielt Sepúlveda einen Vertrag beim französischen Radsportteam FDJ. 2012 belegte er im Einzelzeitfahren der Panamerika-Meisterschaften den dritten Platz, wobei er der beste U23-Fahrer war und auch dafür ausgezeichnet wurde. Nach Disqualifikation des ursprünglichen Siegers Matías Médici wegen Dopings rückte er im allgemeinen Klassement um einen Platz auf. 2013 holte er bei den kontinentalen Meisterschaften drei Medaillen auf der Bahn, jeweils Gold in der Einer- und in der Mannschaftsverfolgung (mit Walter Perez, Mauro Richeze und Maximiliano Richeze) sowie gemeinsam mit dem 38-jährigen Routinier Pérez Silber im Zweier-Mannschaftsfahren. Im selben Jahr belegte er bei den Straßenweltmeisterschaften in Florenz Platz zehn im Einzelzeitfahren der Klasse U23.
2015 gewann Sepúlveda das Classic Sud Ardèche. Anschließend wurde er von seinem Team Bretagne-Séché Environnement zu seinem ersten Start bei der Tour de France nominiert. Während der 14. Etappe wurde er disqualifiziert, weil er nach einem Defekt 100 Meter in einem Begleitwagen mitgefahren war. Gegen Ende der Saison gewann er die Tour du Doubs.
Im Jahr 2016 gewann er eine Etappe der Etappe der Tour de San Luis in seiner Heimat Argentinien. Weiters belegte er in der Gesamtwertung den zweiten Rang und sicherte sich die Bergwertung. Nachdem er die Tour de France auf dem 59. Platz beendet hatte, vertrat er Argentinien bei den Olympischen Spielen in Rio.
Nach einer sieglosen Saison wechselte er im Jahr 2018 mit dem Movistar Team. Dort bestritt er seinen ersten Giro d’Italia, den sein Teamkollege Richard Carapaz auf dem vierten Rang beendete. In den Folgejahren belegte er für das spanische UCI WorldTeam den zweiten Gesamtrang bei der Österreich-Rundfahrt 2019. Im Jahr 2020 ging er beim Giro d’Italia 2020 ein letztes Mal für das Movistar Team an den Start.
Die Saison 2021 bestritt Eduardo Sepúlveda für das italienische UCI ProTeam Androni Giocattoli-Sidermec. Er belegte den dritten Gesamtrang bei der Türkei-Rundfahrt und stand neuerlich beim Giro d’Italia am Start. Bei seinen zweiten Olympischen Spielen in Tokyo erreichte er das Ziel nicht, zeigte danach aber mit Top-10 Resultaten beim Adriatica Ionica Race, Giro dell’Appennino und der Rumänien-Rundfahrt auf. Im Jahr 2022 wiederholte er seinen dritten Platz bei der Türkei-Rundfahrt und gewann die Bergankunft der 4. Etappe. Nach seinem vierten Giro d’Italia belegte er den siebten Gesamtrang bei der Tour de Langkawi.
Das Jahr 2023 bestritt Eduardo Sepúlveda für die belgische Mannschaft Lotto Dstny. Nach Platz sieben bei der Sibiu Cycling Tour gewann er eine Etappe und die Gesamtwertung der Vuelta a Castilla y León und nahm wenige Wochen später seine erste Vuelta a España in Angriff. 2024 vertrat er sein Land zum dritten Mal im olympischen Straßenrennen.

## Erfolge

### Straße
2008
 Argentinischer Meister (Junioren) – Einzelzeitfahren
2011
 Argentinischer Meister (U23) – Einzelzeitfahren
2012
 Panamerika-Meisterschaften – Einzelzeitfahren
 Panamerika-Meisterschaften – Einzelzeitfahren (U23)
2014
Nachwuchswertung Mittelmeer-Rundfahrt
2015
- Classic Sud Ardèche
- Tour du Doubs

2016
- Bergwertung und eine Etappe Tour de San Luis

2022
- eine Etappe Türkei-Rundfahrt

2023
- Gesamtwertung und eine Etappe Vuelta a Castilla y León
- Panamerikaspiele – Straßenrennen

### Bahn
2010
 Panamerika-Meisterschaften – Einerverfolgung
2011
 Panamerika-Meisterschaften – Mannschaftsverfolgung (mit Maximiliano Almada, Cristian Martínez und Marcos Crespo)
 Panamerika-Spiele – Mannschaftsverfolgung (mit Maximiliano Almada, Marcos Crespo und Walter Pérez)
2013
 Panamerika-Meister – Einerverfolgung, Mannschaftsverfolgung (mit Marcos Crespo, Maximiliano Richeze und Mauro Richeze)
 Panamerika-Meisterschaften – Madison (mit Walter Pérez)

## Grand-Tour-Platzierungen
| Grand Tour            | 2015 | 2016 | 2017 | 2018 | 2019 | 2020 | 2021 | 2022 | 2023 | 2024 | 2025 |
| --------------------- | ---- | ---- | ---- | ---- | ---- | ---- | ---- | ---- | ---- | ---- | ---- |
| Giro d’ItaliaGiro     | –    | –    | –    | 96   | –    | 57   | 47   | 76   | –    | –    | –    |
| Tour de FranceTour    | DNF  | 59   | 65   | –    | –    | –    | –    | –    | –    | –    | 122  |
| Vuelta a EspañaVuelta | –    | –    | –    | –    | –    | –    | –    | –    | 102  | 86   |      |